# Otto Wallach
Otto Wallach (Königsberg, 27. ožujka 1847. – Göttingen, 26. veljače 1931.), njemački kemičar.
- 1910. - Nobelova nagrada za kemiju